# Dentifusus
Dentifusus is een geslacht van weekdieren uit de klasse van de Gastropoda (slakken).

## Soort
- Dentifusus deynzeri Vermeij & Rosenberg, 2003